# OperaTor
OperaTor — программная связка, предназначенная для анонимного сёрфинга в сети интернет. В неё входит браузер Opera, клиент анонимной сети Tor и виртуальный прокси-сервер Polipo. Анонимизируется только работа по протоколам HTTP и HTTPS.
Программа устанавливается на флеш-накопитель или жёсткий диск. После завершения сеанса вся информация о нём стирается. Последняя версия OperaTor 3.5 выпущена 6 января 2010 года и включает в себя:
- Opera 10.10;
- Tor 0.2.1.21.

В предыдущих версиях использовался веб-прокси Privoxy, обеспечивающий анонимность только по протоколу HTTP.
Сам браузер вполне может работать с прокси-сервером Privoxy.
Для этого необходимо в настройках Opera указать «использовать прокси-сервер» и указать параметры прокси. Выбрать желаемые протоколы.
Стандартные значения: адрес: 127.0.0.1 порт: 8118. Для проверки правильности настроек перейти на любой сервер, тестирующий IP-адреса и скорость соединения.

## Уязвимости
Уязвимость в Opera может деанонимизировать пользователя, работающего по http/https, посредством особой веб-страницы, если в настройках браузера не включено использование прокси для локальных адресов. Кроме того, деанонимизация возможна при заходе на ссылку вида nntp://.

## Награды
- Freeware-Tipp 02/2007 (netzwelt.de)[4].

## Прекращение развития
Автор проекта OperaTor в своём блоге сообщил, что больше не будет выпускать новые сборки с технологией Tor из-за требований компании Opera Software ASA в связи с нарушением лицензионного соглашения.
Operator YAPO (Yet Another Portable Opera, рус. Ещё одна портативная сборка Опера — портативная версия браузера Opera. К Operator YAPO можно добавить технологию Tor, загрузив с официального сайта необходимые инструменты. Operator YAPO распространяется только для операционной системы Windows. Сборка содержит браузер Opera 10.52 и обновлённый скин.